# Ludmila Christeseva
 (mars 2024).
La mise en forme du texte ne suit pas les recommandations de Wikipédia : il faut le « wikifier ».
Les points d'amélioration suivants sont les cas les plus fréquents :
- Les titres sont pré-formatés par le logiciel. Ils ne sont ni en capitales, ni en gras.
- Le texte ne doit pas être écrit en capitales (les noms de famille non plus), ni en gras, ni en italique, ni en « petit »…
- Le gras n'est utilisé que pour surligner le titre de l'article dans l'introduction, une seule fois.
- L'italique est rarement utilisé : mots en langue étrangère, titres d'œuvres, noms de bateaux, etc.
- Les citations ne sont pas en italique mais en corps de texte normal. Elles sont entourées par des guillemets français : « et ».
- Les listes à puces sont à éviter, des paragraphes rédigés étant largement préférés. Les tableaux sont à réserver à la présentation de données structurées (résultats, etc.).
- Les appels de note de bas de page (petits chiffres en exposant, introduits par l'outil «  Source ») sont à placer entre la fin de phrase et le point final[comme ça].
- Les liens internes (vers d'autres articles de Wikipédia) sont à choisir avec parcimonie. Créez des liens vers des articles approfondissant le sujet. Les termes génériques sans rapport avec le sujet sont à éviter, ainsi que les répétitions de liens vers un même terme.
- Les liens externes sont à placer uniquement dans une section « Liens externes », à la fin de l'article. Ces liens sont à choisir avec parcimonie suivant les règles définies. Si un lien sert de source à l'article, son insertion dans le texte est à faire par les notes de bas de page.
- La présentation des références doit suivre les conventions bibliographiques. Il est recommandé d'utiliser les modèles {{Ouvrage}}, {{Chapitre}}, {{Article}}, {{Lien web}} et/ou {{Bibliographie}}. Le mode d'édition visuel peut mettre en forme automatiquement les références.
- Insérer une infobox (cadre d'informations à droite) n'est pas obligatoire pour parachever la mise en page.

Pour une aide détaillée, merci de consulter Aide:Wikification.
Si vous pensez que ces points ont été résolus, vous pouvez retirer ce bandeau et améliorer la mise en forme d'un autre article.
 (mai 2024).

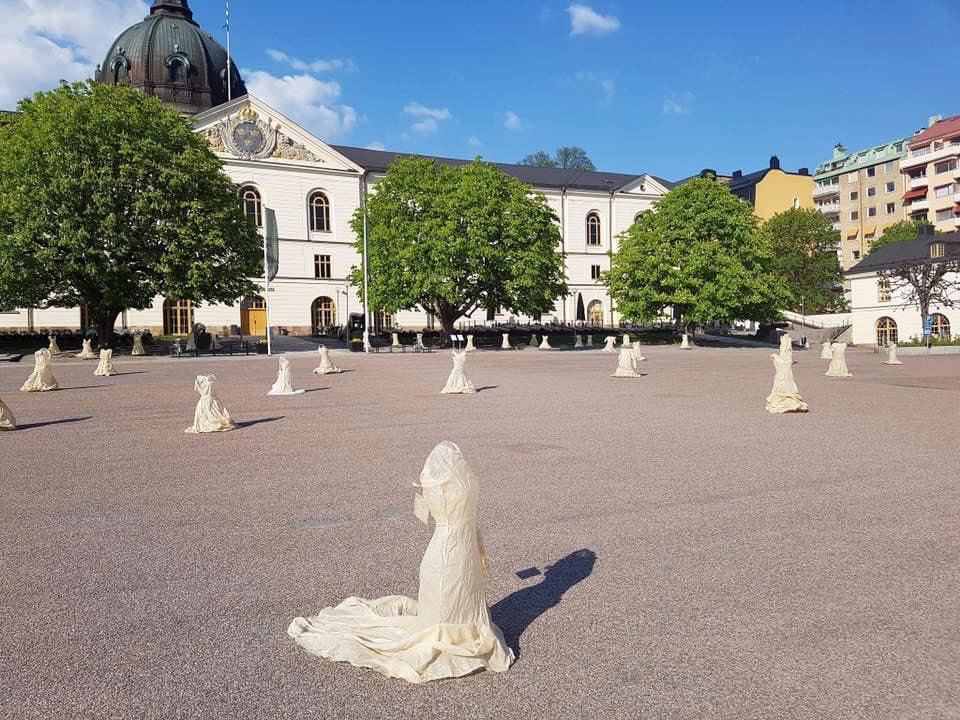
Exposition La guerre n’a pas de visage féminin dans le Musée de l’Armée à Stockholm, 2016.

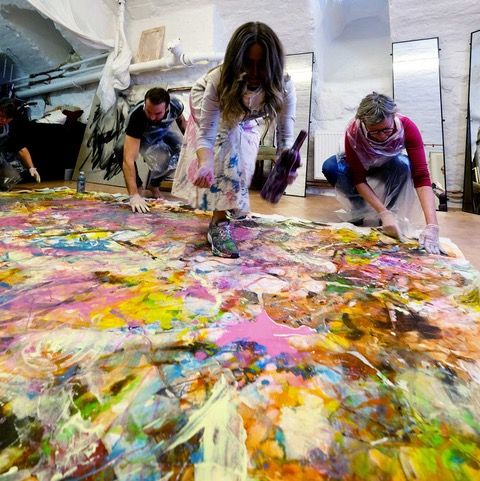
"My canvas is your stage” avec Astrid Wildner Wybert, 9.10.2021. Artten Gallery, Stockholm

Ludmila Christeseva (alias L.Christeseva ; en biélorusse Людміла Хрысцесева, Lioudmila Khrystseseva), née en 1978 à Mahiliow, en Biélorussie soviétique, est une artiste visuelle suédoise d’origine biélorusse.
Elle tient un espace d’exposition dans le centre de Stockholm, Artten, dédié à l’émancipation des femmes et à l’élévation des consciences au sein du monde de l’art et de la mode.

## Biographie
En 2001, Ludmila Christeseva obtient un Master d’Arts à la Faculté de Design Artistique à l'université technique d'État de Vitebsk en 2001. Ensuite, elle s’installe en Suède et rejoint l’équipe créative du designer Suédois Lars Wallin. Elle possède également un diplôme de l’Université de Stockholm et de l’Université des Arts, Artisanats et Design (Konstfack). Ses recherches artistiques se concentrent sur l’identité de genre et sur tout ce qui relève de sa représentation au travers des différentes cultures. Elle participe activement à divers projets artistiques et expositions en Suède et à l’étranger,,.
L.Christeseva est aussi directrice artistique et fut la productrice exécutive de l’exposition internationale « Ingmar Bergman and his Legacy in Fashion and Art », qui fut présentée dans plus de 60 pays à travers le monde. Le 14 Juillet 2018, elle est invitée à présenter son exposition « The Toiles » dans le cadre hostile et inédit de Fårö pour la célébration mondiale du jubilé de 100 ans d’Ingmar Bergman au Bergmancenter.
Dans son travail, L.Christeseva développe plusieurs mouvements artistiques : la Susainidentity, le Pinkisme et The Sky Over.
Depuis le déclenchement de la Guerre russo-ukrainienne, Christeseva a lancé un mouvement textile mondial pour la paix et la liberté appelé « Des métiers qui unissent, guérissent et soutiennent ». Le projet a été présenté dans des lieux publics à travers le monde : en Turquie avec le soutien de l'Institut suédois, aux États-Unis dans le cadre du programme ESKFF "Artists in Residency" à Mana Contemporary, à Times Square après l'invitation de l'organisation à but non lucratif Razom pour l'Ukraine, au Livrustkammaren au Palais Royal et au Forum de la Liberté d'Oslo organisé par la Fondation des Droits de l'Homme (HRF) avec Garry Kasparov comme président. L'activisme artistique et politique de Christeseva a été continuellement reconnu dans les médias internationaux et la recherche artistique, notamment à travers le projet de film documentaire financé par le WMM « L'autre côté de la mer » réalisé par Hsuan Pan Yu (Taiwan/États-Unis) et « Dans un acte de tissage» avec Nefeli Oikonomou (Grèce/Suède). 
En 2023, L. Christeseva a fondé la Fondation Artten dans le but d’autonomiser les femmes et les enfants du monde entier par la culture et l’éducation. Son projet « Jaune et bleu : toutes les tresses suédoises » vise à unir les gens dans un voyage interactif et créatif vers un avenir meilleur et à faciliter l'intégration des familles ukrainiennes avec l'aide des arts et de l'artisanat. Le projet est conçu au niveau national et signifie que les citoyens suédois et les réfugiés ukrainiens produisent conjointement une œuvre d'art textile symbolisant le drapeau suédois. L'œuvre d'art est destinée à marquer le 100e anniversaire de l'hôtel de ville de Stockholm en 2023. L'œuvre d'art a été exposée et réalisée dans des lieux publics de diverses villes suédoises, notamment Stockholm, Visby et Göteborg, ainsi que lors d'événements politiques importants tels que Järvaveckan et Almedalsveckan. Ludmila Christeseva a été lauréate 2023 du prix « Impact de l'année » aux IHM Impact Awards et a été l'une des nommées pour le prix Nelson Mandela de la ville de Stockholm en 2023.

## Expositions
- War’s Unwomanly face, Musée de l’Armée (Stockholm), 2016
- War’s Unwomanly face, Résidence de l’Ambassadeur des Etats Unis en Suède à Stockholm, 2016
- Sustainidentity, Musée national de l'Histoire de Biélorussie, 2016
- The Toiles, Costume & Fashion institute (Stockholm), 2017
- The Toiles, Musée nordique de Stockholm, 2017-2018

## Performances
- Plusieurs sculptures de Ludmila Christeseva ont été utilisées dans une scénographie unique pour la performance de la compagnie de danse Margaret Jenkins (États-Unis) à Stockholm en 2016.

## Vie privée
Ludmila est mariée à Anton, architecte et directeur musical. Le couple a deux filles: Emily et Stéphanie.
En 2016, lors d’une discussion sur son projet d’exposition Sustainidentity au Musée national de l'Histoire de Biélorussie, Ludmila a déclaré qu’elle se considérait comme féministe, ainsi que son mari.